# 未來身份
《未來身份》為衛斯理系列的作品之一，編號112，作者倪匡，該小說於1998年11月1日出版。此書的前傳是《貝殼》，後傳是《移魂怪物》。

## 故事大綱
衛斯理一家與溫寶裕(下稱小寶)、何藍絲乘坐遊艇出海。其間，途經《貝殼》故事中到過的小島，意興之下，眾人到這小島嬉戲。偶然間，衛紅綾於水底發現一具奇特之極的圓柱體。對此，小寶認為這似岩石的東西與《貝殼》故事的主角富豪萬良生變為海螺一事有莫大關係，眾人表示同意。在好奇心驅使下，衛斯理等人決定把那柱體帶回家研究。
結果，各人發現圓柱體內有一具休眠中的人體。衛斯理和白素因此相信該人體是萬良生在變成海螺前的身軀，而外星人為他保存身體是使他可變回人類。為免萬良生失去其身體，衛斯理等人決定把柱體經X光檢視後放回原處。
幾天後，小寶的母親忽然上門。原來，她是受萬良生妻子何艷容之托，要求衛斯理與她見面。然而，基於對何艷容的反感下，衛斯理因此拒絕了溫媽媽的要求。其後，幾經管家老蔡的強迫和溫媽媽的淚水攻勢下，衛斯理只好答應溫媽媽的要求。
來到萬府後，何艷容表示對前生、來世和靈魂等現象感到相當的興趣。原來，已經五十多歲的何艷容開始考慮遺產安排，她自己希望的來世繼承今世的遺產，令自己永遠富有。因此，她想出了不同的辦法，要求衛斯理給予意見﹕其一是參考活佛，通過學習佛法尋找自己的來世。對此，衛斯理認為五十多歲的何艷容最多只餘下二十多年的生命，根本不可能達到活佛的修為，更何況活佛本身亦需要經過許多複雜的程序來確認自己的來生，故此何艷容的建議並不可行。
然而，何艷容並未失望，她又指出自己可以在逝世後把靈魂轉移到剛出生的嬰兒的身體內，並授權衛斯理轉托其遺產。對於這提議，衛斯理起初認為何艷容根本不能確定自己有轉移靈魂的能力，而且這樣做會令他惹來不必要的麻煩，故此他謝絕了何艷容的請求。然而，何艷容在利用衛斯理對靈魂學的好奇心下，成功說服他出任遺產執行人。
回家後，衛斯理把一切告訴太太白素，後者亦相信何艷容的計劃很大程度上會落空，不過若成功的話，他們至少可以得悉靈魂的奧祕。另外，由於二人對何艷容態度改觀的關係，他們打算把她丈夫萬良生的身體在海底一事告訴何艷容，卻發現她神秘離開香港。對此，衛斯理和白素均認為非常可疑，因此他們找來了偵探小郭調查何艷容的去向。然而，儘管小郭為全球最出眾的偵探，他卻只知何艷容去了烏克蘭後乘坐一神秘飛機繼續北上。
無奈之下，衛斯理只好放棄。良久後，衛斯理收到年青警官張泰豐的邀請到醫院一趟。原來，是一名女吸毒者突然高呼要找衛斯理。衛想起了與何艷容的協議，以為她的靈魂因意外進入了吸毒者身上，因此問她發生什麼事。然而，吸毒者卻不斷的說衛斯理把她的身體弄壞了，不久後，吸毒者離世。對此，衛斯理起初認為她的說話不知所云，後來才想到女吸毒者其實是被萬良生的靈魂依附，而非何艷容，至於為何萬良生的身體被破壞，衛斯理相信是因為他們曾把圓柱體拿出水面的關係。
為免萬良生再次受害，衛斯理一家決定再到那小島一次。在海底內，一隻體型龐大的魷魚向衛家成員舞動牠的觸鬚。原來，牠是萬良生的化身，牠以身體語言說明柱體的位置不對，因而要求衛斯理和白素放回正軌。其後，圓柱體和萬良生也不知所終，不過白素相信萬良生會在之後向他們解釋一切。果然，當衛家成員返回遊艇後，萬良生以人類的形體出現，並向衛斯理他們解釋自己不想再做軟體動物，而是人類。
一個月後，小郭向衛斯理報告何艷容的最新消息。原來，她在到達烏克蘭後到了哥本哈根，再到訪格陵蘭。此時，衛斯理明白一切﹕何艷容的目地是位於格陵蘭冰層之下的勒曼醫院，並很可能是接受高超的減肥手術。及後，何艷容回來香港後，她向衛斯理和白素表示與萬良生復合，故事到此結束。

## 相關人物
- 衛斯理

書中主角，儘管他對於萬夫人要求永遠掌握財富的思想感到十分幼稚，然而出於好奇心下，他還是接受了萬夫人的請求。同時，他也指出萬夫人的計劃成功率極低。
- 白素

衛斯理太太，她認為萬夫人的靈魂轉移計劃過程極其複雜，成功的機會是「等於零」。
- 衛紅綾

衛斯理與白素的女兒，她在海底的發現展開了本故事。然而，她的粗枝大葉卻令萬良生幾乎無法變回人類。對此，衛斯理認為這是證明她性格魯莽的最佳例子。
- 溫寶裕

衛斯理的忘年之交，由於衛斯理答應了萬夫人的承諾，因此小寶並沒有參與萬夫人的轉世計劃，他只曾向衛斯理提供有關圓柱體的作用的意見。
- 何藍絲

溫寶裕之女友，她只在書中的早段出現。身為超級降頭師的她曾向衛斯理表示圓柱體內的人體是一件正在休眠的人類。
- 溫媽媽

溫寶裕之母，也是萬夫人之朋友。基於對萬夫人的崇拜，她極力說服衛斯理協助後者，並不斷在衛斯理面前說其好話。對此，白素表示這是由於溫媽媽愛好面子的緣故，而衛斯理則相信這是因她體內有崇拜大富豪的基因。
- 小郭

衛斯理的朋友之一，也是世界上最出眾的偵探。他協助衛斯理調查萬夫人的去向。
- 何艷容

萬良生的妻子，也是世界前三十的大富豪，且擁有兩個博士學位，正因如此，在《貝殼》一書中，何艷容態度傲慢、目中無人，令衛斯理對她十分反感。
然而，在《未來身份》中，何艷容的態度有所改變，令衛斯理感到十分意外。最後，何艷容居然對陌生人也甚為友善，並能再次接受萬良生，使衛斯理更為震驚。
- 萬良生

何艷容的丈夫，雖然他擁有過億元的身家，然而由於他不想再被太太控制的關係，他接受外星人把自己變成海螺，而條件是出讓一半的靈魂於他們。對此，衛斯理初認為這是一種罪惡，但後來他認為這根本不算什麼。
- 張泰豐

警官，衛斯理於《洪荒》一書中認識的朋友。在本小說中，當他得悉一女吸毒者說要找衛斯理時立即有所行動，令衛斯理十分佩服其效率。另外，當他見到吸毒者掙扎時依然面不改容更為衛斯理佩服其勇氣。
- 老蔡

衛府的管家，他逼使衛斯理答應溫媽媽的要求，與萬夫人會面。

## 資料來源
以下內容以香港勤十緣出版社作準：
1. ↑  .   [2010-05-20]. （原始内容存档于2013-03-08）.
2. ↑  未來身份 – 第一部份 – P.13-15
3. ↑  未來身份 – 第二部份 – P.27-36
4. ↑  未來身份 – 第三部份 – P.41-60
5. ↑  末來身份 – 第四部份 – P.69-77
6. ↑  未來身份 – 第四部份 – P.980-82
7. ↑  未來身份 – 第五部份 – P.85-86
8. ↑  未來身份 – 第五部份 – P.86-93
9. ↑  未來身份 – 第五部份 – P.97-102
10. ↑  未來身份 – 第六部份 – P.105-111
11. ↑  未來身份 – 第六部份 – P.112-120
12. ↑  未來身份 – 第六部份 – P.129-144
13. ↑  未來身份 – 第七部份 – P.148
14. ↑  未來身份 – 第七部份- P.166-171
15. ↑  未來身份 – 第九部份 – P.172-184
16. ↑  未來身份 – 第十部份 – P.198-200
17. ↑  未來身份 – 第四部份 – P.78-80
18. ↑  未來身份 – 第六部份 – P.105
19. ↑  未來身份 – 第八部份 – P.163-164
20. ↑  未來身份 – 第二部份 – P.32
21. ↑  未來身份 – 第三部份 – P.60-61
22. ↑  未來身份 – 第三部份 – P.53

| 前任者： 111 成精變人 | 衛斯理系列（按編號） 112 | 繼任者： 113 移魂怪物 |